# Rhamphorhynchus (orquídea)
Rhamphorhynchus é um género botânico pertencente à família das orquídeas (Orchidaceae). Foi estabelecido por Garay em Bradea, Boletim do Herbarium Bradeanum 2: 196, em 1977, ao remover sua única espécie do gênero Erythrodes. O nome vem do grego rhamphos, bico, e rhynchos, tromba, em referência rostelo de suas flores, longo e curvado. O Rhamphorhynchus mendoncae (Brade & Pabst) Garay, anteriormente Erythrodes mendoncae Brade & Pabst é a espécie tipo deste gênero.
Rhamphorhynchus é composto por apenas uma espécie terrestre, nativa do Espírito Santo, ocorrendo em locais sombrios com solo úmido, às margens dos rios, e em fendas de rochas. Caracteriza-se pelo longo rostelo que se dobra sobre si mesmo, formando uma espécie de tromba, e também pela antera especialmente comprida.
São plantas sem pseudobulbos, com poucas folhas herbáceas distríbuidas ao longo do caule. Apresentam inflorescência apical, com algumas flores. O labelo trilobado possui calcar.
Em 2007, Paul Ormerod publicou Studies of Neotropical Goodyerinae (Orchidaceae) 3. Harvard Papers in Botany, pp. 55–87. onde afirma que este gênero deve ser considerado sinônimo de Aspidogyne.